# Dalen Terry
Dalen Lee Terry (Phoenix, 12 de julho de 2002) é um jogador norte-americano de basquete profissional que atualmente joga no Chicago Bulls da National Basketball Association (NBA).
Ele jogou basquete universitário pelo Universidade do Arizona e foi escolhido pelos Bulls como a 18ª escolha geral no draft da NBA de 2022.

## Carreira no ensino médio
Terry é natural de Phoenix e frequentou a Corona del Sol High School em Tempe, Arizona, onde jogou com Saben Lee antes de se transferir para Hillcrest Prep e jogar ao lado de Deandre Ayton.
Em dois anos em Hillcrest, Terry teve médias de 15,8 pontos, 7,4 rebotes, 10,3 assistências, 3,7 roubos de bola e 1,9 bloqueios.

### Recrutamento
Terry foi um recruta consensual de quatro estrelas na classe de 2020 e o 46º melhor jogador de acordo com 247Sports. Em 23 de julho de 2019, ele se comprometeu a jogar basquete universitário pela Universidade do Arizona. Ele foi acompanhado por Bennedict Mathurin, Ąžuolas Tubelis e Kerr Kriisa, entre outros, para dar ao Arizona a 7ª melhor classe geral de recrutamento em 2020.
| Nome | Cidade Natal                                          | Escola/Universidade | Altura             | Peso           | Data da revisão    |
| --- | ----------------------------------------------------- | ------------------- | ------------------ | -------------- | ------------------ |
| Dalen Terry SF | Phoenix, AZ                                           | Hillcrest Prep (AZ) | 6 ft 6 in (1.98 m) | 190 lb (86 kg) | 23 de Juho de 2019 |
| Dalen Terry SF | Recrutamento: Rivals: 247Sports: ESPN: ESPN grade: 84 |                     |                    |                |                    |
| Classificação geral de novatos: Rivals: 51º \| 247Sports: 46º \| ESPN: 63º |                                                       |                     |                    |                |                    |
| - Nota: Em muitos casos, Scout, Rivals, 247Sports e ESPN podem entrar em conflito em suas listas de altura e peso, nestes casos, a média foi obtida. A ESPN mede os calouros numa escala de 0 a 100. - Fonte: |                                                       |                     |                    |                |                    |

## Carreira universitária
Como calouro no Arizona, Terry jogou em todos os 26 jogos da equipe e teve médias de 4,6 pontos, 3,2 rebotes e 1,5 assistências. Seu maior total de pontos veio contra o rival do estado, Arizona State, marcando 13 pontos. O Arizona seria colocado em suspensão na pós-temporada e Terry não jogaria no Torneio da Pac-12 de 2021 e no Torneio da NCAA de 2021.
Em sua segunda temporada, ele foi titular em todos os 37 jogos da equipe e teve médias de oito pontos, 4,8 rebotes, 3,9 assistências e 1,2 roubos de bola. Ele terminou em segundo lugar na Pac-12 em relação assistência/turnover (2,84), sexto em assistências por jogo (3,92) e nono em roubos de bola por jogo (1,24). Ele se tornou um dos jogadores defensivos mais importantes da conferência, sendo selecionado para a Primeira-Equipe Defensiva. Terry ajudou o Arizona a chegar a um recorde de 33–4, vencendo a temporada regular da Conferência Pac-12 e o título do Torneio da Pac-12 de 2022. O Arizona voltou ao Torneio da NCAA de 2022 pela primeira vez desde 2018.
Em 22 de abril de 2022, Terry se declarou para o draft da NBA de 2022, mantendo sua elegibilidade universitária. Mais tarde, ele decidiu permanecer no draft.

## Carreira profissional

### Chicago Bulls (2022–presente)
Terry foi selecionado pelo Chicago Bulls como a 18ª escolha geral no draft da NBA de 2022. Em 8 de julho de 2022, ele assinou um contrato de 4 anos e US$15.4 milhões com os Bulls.

## Estatísticas da carreira

### NBA

#### Temporada regular
| Ano      | Equipe   | PJ | PT | MPJ  | AP   | 3P   | LL   | RT  | AS  | BR | TO | PPJ |
| -------- | -------- | -- | -- | ---- | ---- | ---- | ---- | --- | --- | -- | -- | --- |
| 2022–23  | Chicago  | 38 | 0  | 5.6  | .444 | .259 | .667 | 1.0 | .6  | .3 | .1 | 2.2 |
| 2023–24  | Chicago  | 59 | 2  | 11.5 | .439 | .230 | .581 | 1.9 | 1.4 | .5 | .3 | 3.1 |
| Carreira | Carreira | 97 | 2  | 8.5  | .441 | .244 | .624 | 1.4 | 1.0 | .4 | .2 | 2.6 |

#### Play-In
| Ano  | Equipe  | PJ | PT | MPJ  | AP   | 3P   | LL | RT  | AS  | BR | TO  | PPJ |
| ---- | ------- | -- | -- | ---- | ---- | ---- | -- | --- | --- | -- | --- | --- |
| 2024 | Chicago | 2  | 0  | 14.0 | .250 | .000 | —  | 3.0 | 1.0 | .0 | 1.0 | 3.0 |

### Universitário
| Ano      | Equipe   | PJ | PT | MPJ  | AP   | 3P   | LL   | RT  | AS  | BR  | TO | PPJ |
| -------- | -------- | -- | -- | ---- | ---- | ---- | ---- | --- | --- | --- | -- | --- |
| 2020–21  | Arizona  | 26 | 14 | 20.7 | .415 | .326 | .614 | 3.2 | 1.5 | .7  | .4 | 4.6 |
| 2021–22  | Arizona  | 37 | 37 | 27.8 | .502 | .364 | .736 | 4.8 | 3.9 | 1.2 | .3 | 8.0 |
| Carreira | Carreira | 63 | 51 | 24.2 | .458 | .345 | .675 | 4.0 | 2.7 | .9  | .3 | 6.3 |

Fonte: